# Зевс
Зевс (грч. Ζεύς) је врховни бог из грчке митологије, вођа богова и људи, као и бог неба и грома, који живи на Олимпу. Син је титана Хрона и његове жене Рее.
Зевс јесте Dyeus у индо-европској митологији (Зевс је „узет” из ове митологије), Јупитер у римској митологији, Тор у нордијској митологији итд.

## Етимологија
Зевсово грчко име повезано је с индоевропским кореном *dey- = „светлити”, односно *dyēws = „дневно небо”. У номинативу је његов облик Ζεύς πατήρ, а у генитиву се Zeús мења у [Διός] грешка: {{lang}}: непрепознат кôд језика: gr (помоћ). То се може повезати с главним богом Праиндоевропљана —  = „božanski otac”, што је упоредиво са санскритским dyauš pítā. Из истог корена долази и лат. име Зевсов пандан у римској митологији, Јупитера:  < старолатински Diovis, од генитива у ie. — .
Платон, у свом Кратилусу, даје народну етимологију Зевса са значењем „узрок живота свих живих ствари”, због релације значења алтернативних наслова Зевса (Zen и Dia) који су грчке речи за живот и „зато што”. Ова етимологија, заједно са Платоновим целокупним методом извођења етимологије, није подржана у модерној науци.

## Карактеристике
Зевс има особине индоевропског божанства светлости и неба које „ведри и облачи”, љути је громовник који гађа муњама; добар бог који даје кишу. Његова је света птица била златни орао којег је увек држао поред себе, а често је и сам преузимао орлово обличје. Попут Зевса, орао је био симбол снаге, храбрости и правде. Зевсово најдраже дрво био је храст, симбол снаге. Такође су му посвећивана маслинова стабла.
Епитети:
- — означавало је Зевсов краљевски статус као врховног бога Олимпљана, а и на панхеленском фестивалу у Олимпији
- — Зевс свих Хелена, посвећен му је познат Еаков храм у Егини
- — заштитник гостољубивости и гостију, спреман да се освети свакоме ко учини нешто нажао странцу
- — чувар заклетви, откривени би лажљивци морали направити Зевсов кип, најчешће у Олимпији
- — пазио је над пословима и самом агором те кажњавао непоштене трговце

## Култ
Олимпија је била средиште свих оних који су хтели да часте свог врховног бога. Тамо су се одржавале и познате Олимпијске игре. Постојао је и Зевсов олтар направљен од пепела, од остатака жртвованих животиња.
Овде је био и Зевсов кип у Олимпији, једно од седам светских чуда. Божански кип од слонове кости и ебановине, богато украшен златом и драгим камењем. Веровало се да га је направио кипар Фидија, а Грци су сматрали несретним онога ко није видио тај кип. Уз њега су везане и бројне легенде.

## Митологија
Зевс је најмлађи син Хрона и Реје. Пре Зевса родили су се:
- Деметра
- Хера
- Хестија
- Хад
- Посејдон

Међутим, кад год би се Реја породила Хрон би прогутао дете јер се бојао да ће иста судбина задесити и њега као и његовог оца. Наиме, Хрон је са престола збацио свог оца Урана. Када је Зевс требало да се роди, Реја је затражила помоћ од Урана и Геје, јер није желела да и он буде прогутан. Реја се породила на Криту, а Хрон даде камен умотан у одећу који он прогута. Онда она Зевса сакрије на планини Ида. Постоји пар верзија о одрастању Зевса.
1. Одгајила га је Геја
2. Одгајила га је Амалтеа
3. Одгајила га је нимфа Адамантеа. Како је Хронос владао земљом, небесима и морем, она га је завезала тако да је висио са дрвета не налазећи се ни на небу, ни на земљи ни на мору, већ између њих и тако Хрон не успе да га види.
4. Одгајила га је нимфа Киносура. У знак захвалност, Зевс ју је поставио међу звезде након њене смрти.
5. Одгајила га је Мелиса која га је хранила козјем млеком

Када је одрастао Зевс је натерао оца да испљуне децу супротним редом од оног којим их је гутао: прво камен, затим остале. Једна верзија је и да је Зевс расекао Хронов стомак. Након што је ослободио браћу и сестре, Зевс је ослободио киклопе, гиганте, сторуке дивове и браћу Хронову, који су прво од руке Урана затворени у Тартар, а затим и од Хронове, а ови му дадоше муњу. Након овога Зевсова браћа и сестра заједно са киклопима и осталим бићима поведоше рат против Хрона и осталих титана. Када су их победили, Хрона и остале титане бацише у Тартар, најдубље место на земљи. Зевс тамо такође затвори киклопе и сторуке дивове, оне који су му дали муњу и помагали у рату.
Након победе над титанима, Зевс је поделио свет са своја два брата. Хаду је дао подземни свет, а Посејдону море.
Геја је мрзела начин на који је Зевс третирао њену децу Титане. Убрзо након што је заузео трон као краљ свих богова, Зевс је морао да се бори против остале Гејине деце, укључујући и Гиганте. Проречено је да Гиганте, који су настали из Уранове крви, неће моћи убити сами богови, већ им бити потребна помоћ неког смртног. Чувши ово, Геја је трагала за посебном биљком која ће Гигантима помоћи да се заштите чак и од смртника. Пре него што је Геја или било ко други успео да се домогне биљке, Зевс је забранио Еоси (Зора), Селени (Месец) и Хелију (Сунце) да светле, а затим убрао биљке сам. Затим је од Атине тражио да позове смртника, Херакла. Порфирион, бог Гиганата, напао је Херакла и Херу. Док је покушавао да силује Херу, Зевс га је ударио громом, док га је Херакле убио стрелом. Зевс је уз помоћ осталих Олимпљана и Херакла успео да уништи Гиганте.
Након пораза Гиганта, Геја се спојила са Тартаром и родила Тифона. Чудовишни Тифон оспоравао је владавину Зевса. Зевс се борио против њега у катаклизмичкој бици, где га је на крају победио уз помоћ муња. Затим је заробио Тифона у Тартар. Ипак, према Пиндару, Тифона су заробили у планини Етни.
Зевс је био брат и муж Хере. Осим деце са њом, Зевс је имао много афера и ванбрачне деце. Имао је афере са богињама (Деметра, Лета, Маја..), са смртницама (Европа, Леда..), као и са многим нимфама. Хера је била љубоморна и стално је прогањала Зевсове љубавнице и њихову децу.
Мада је Зевс био врховни и апсолутни владар, његова моћ и власт није била безгранична, а тиме се он разликовао од богова других религија, у којима без врховног бога ништа није могло да се деси и њему ништа не може да промакне. У грчкој митологији остали богови, а и људи су имали своју вољу и слободу и над њима, па и над самим Зевсом је владало нешто недокучиво и непроменљиво — Судбина.
Причало се да Зевс влада и судбином, али то је у преносном смислу, јер је он, као и било који други бог или човек, владао само толико колико је схватао везе између узрока и последица, и деловао у складу са тим спознајама. Против судбине је Зевс био немоћан, па ма шта предузео, јер он није био владар судбине, већ само њен чувар и извршилац.
Главно седиште Зевса је био врх планине Олимп у Тесалији, врх који се губио међу облацима и додиривао само небо. На самом врху је била палата бога Зевса, коју му је бог Хефест, саградио од чистог злата. Зевс је, поред Олимпа, волео да борави и на свим другим местима, понајвише на острву Криту, на Иди и Парносу на Фокиди, али је он био свеприсутан, и није се морало долазити по њега да му се тражи помоћ, то се могло учинити свугде и на сваком месту. Зевс је често силазио и међу људе, а тада би узимао друго обличје, било да би себе претворио у животињу или у неку природну појаву или човека.
Храмови посвећени богу Зевсу данас су сви у рушевинама, а међу храмовима се издвајао његов храм на Олимпији, саграђен 460. године пре нове ере према плану градитеља Либона из Елиде. У Атини је постојао храм Олимпеион, највећи храм у Грчкој — 108 m. х 41 m, а од његових 104 стуба, висока 17.5 m, сачувана су 15. Темеље храма је урадио 515. године пре нове ере Пизистратиди, а завршио га је 132. године цар Хадријан. највећи храм богу Зевсу подигнут је на Сицилији у Акрагенту — 113 m. х 56 m.

### Прометеј и сукоб са људима
Када су се богови састали у Меконеу како би поделили делове након приношења жртви, титан Прометеј је одлучио да превари Зевса тако да људи добију боље делове. Жртвовао је великог вола и поделио га на два дела. На једну гомили ставио је месо као и већину масти која је била прекривена воловим гротескним стомаком, док су се на другој гомили налазиле кости прекривене машћу. Прометеј је тада позвао Зевса да бира, а овај је изабрао гомилу костију. Тада су људи спаљивали кости за богове, а за себе су задржавали сало.
Бесан због Прометејеве преваре, Зевс људима забрањује коришћење ватре. Прометеј је међутим украо ватру са Олимпа сакривши је у стабљици морача, и дао је људима. Ово је само још више разбеснело Зевса и зато Прометеја кажњава везивањем за литицу одакле ће му орао сваки дан јести јетру која ће се сваке ноћи обнављати. Прометеја је на крају ослободио Херакле.
Сада Зевс, љут на људе, одлучује да човечанству да казнени дар који ће надокнади благодат која им је дата. Заповедао је Хефесту да од земље обликује прву жену као „лепо зло” чији ће потомци мучити људски род. Након што ју је Хефест направио, још неколико богова је допринело њеној креацији. Хермес ју је назвао „Пандора”.
Пандора је удата за Прометејевог брата, Епиметеја. Зевс јој је дао кутију у којој су се налазило много зла. Пандора ју је отворила и ослободила сва зла, која су мучила човечанство. Једино је нада остала у кутији.
Када је Зевс био на врху планине Олимп, био је згрожен људским жртвама и другим знацима људске декаденције. Одлучио је да збрише човечанство и преплави свет уз помоћ свог брата Посејдона. После потопа остали су само Деукалион и Пира. Овај наратив о потопу је уобичајен мотив у митологији.

## Зевсове супруге
Према Хесиодовој „Теогонији”, Зевс се женио седам пута, мада је осим својих супруга имао много љубавница.
1. Метида
2. Темида
3. Еуринома
4. Деметра
5. Мнемосина
6. Лето
7. Хера